# Adams County (Illinois)
Adams County je okres ve státě Illinois v USA. K roku 2016 zde žilo 66 578 obyvatel. Správním městem okresu je Quincy. Celková rozloha okresu činí 2 257 km². Okres vznikl odtržením od okresu Pike County a je pojmenovaný po šestém prezidentu Spojených států amerických Johnu Quincy Adamsovi.

## Sousední okresy
| Růžice kompasu |               | Hancock County          | Schuyler County | Růžice kompasu |
| Růžice kompasu | Lewis County  | Sever                   | Brown County    | Růžice kompasu |
| Růžice kompasu | Lewis County  | Adams County (Illinois) | Brown County    | Růžice kompasu |
| Růžice kompasu | Lewis County  | Jih                     | Brown County    | Růžice kompasu |
| Růžice kompasu | Marion County | Pike County             |                 | Růžice kompasu |

## Důležité dálnice
- Interstate 172
- U.S. Route 24
- U.S. Route 36
- Illinois Route 57
- Illinois Route 61
- Illinois Route 94
- Illinois Route 96
- Illinois Route 104
- Illinois Route 336